# Funkcja wektorowa
Funkcja wektorowa – funkcja o wartościach wektorowych, tj. o przeciwdziedzinie będącej przestrzenią liniową.
Przykładami funkcji wektorowych są funkcje opisujące:
- krzywe parametryczne – jednej zmiennej {\displaystyle t} przyporządkowuje się 2 funkcje (dla krzywych na płaszczyźnie), 3 funkcje (dla krzywych w przestrzeni), {\displaystyle n} funkcji (dla krzywych w przestrzeni {\displaystyle R^{n}}),
- powierzchnie parametryczne – dwu zmiennym {\displaystyle t} przyporządkowuje się 2 funkcje (dla powierzchni w przestrzeni, np. sfera, elipsoida itp.), 3 funkcje (dla powierzchni w przestrzeni {\displaystyle R^{4}}), {\displaystyle n} funkcji (dla krzywych w przestrzeni {\displaystyle R^{n+1}}).

W kinematyce: ciału poruszającemu się w przestrzeni można przypisać funkcje wektorowe, zależne od czasu:
- wektor położenia w przestrzeni,
- wektor prędkości,
- wektor przyspieszenia,
- wektor momentu pędu
- itp.

## Funkcje wektorowe jednej zmiennej

### Funkcje wektorowe o 2 współrzędnych
Niech {\displaystyle t\in R.}
Funkcja {\displaystyle \mathbf {r} \colon R\to R^{2}} taka że
{\displaystyle \mathbf {r} (t)=x(t)\mathbf {\hat {i}} +y(t)\mathbf {\hat {j}} ,}
gdzie:
{\displaystyle x(t),y(t)} – funkcje skalarne, zależne od jednej zmiennej {\displaystyle t,}
{\displaystyle \mathbf {\hat {i}} ,} {\displaystyle \mathbf {\hat {j}} } – wersory układu współrzędnych w {\displaystyle R^{2},}
jest funkcją wektorową, która przypisuje zmiennej {\displaystyle t\in R} wektor {\displaystyle \mathbf {r} (t)} leżący w płaszczyźnie {\displaystyle R^{2}.}
Funkcję tę można zapisać w postaci wierszowej
{\displaystyle \mathbf {r} (t)=[x(t),y(t)]}
lub w postaci kolumny
{\displaystyle \mathbf {r} (t)={\begin{bmatrix}{x(t)}\\{y(t)}\end{bmatrix}}.}

#### Przykład
Równanie parametryczne okręgu ma postać:
{\displaystyle \mathbf {r} (t)=x(t)\mathbf {\hat {i}} +y(t)\mathbf {\hat {j}} ,}
gdzie:
{\displaystyle x(t)=r\cdot \cos(t),}
{\displaystyle y(t)=r\cdot \sin(t),}
{\displaystyle t\in \langle 0,2\pi ).}

### Funkcje wektorowe o 3 współrzędnych
Funkcja {\displaystyle \mathbf {r} \colon R\to R^{3}} taka że
{\displaystyle \mathbf {r} (t)=x(t)\mathbf {\hat {i}} +y(t)\mathbf {\hat {j}} +z(t)\mathbf {\hat {k}} ,}
gdzie:
{\displaystyle x(t),y(t),z(t)} – funkcje skalarne zmiennej {\displaystyle t,}
{\displaystyle \mathbf {\hat {i}} ,} {\displaystyle \mathbf {\hat {j}} ,} i {\displaystyle \mathbf {\hat {k}} } – wersory układu współrzędnych w {\displaystyle R^{3},}
jest funkcją wektorową, która przypisuje zmiennej {\displaystyle t\in R} wektor {\displaystyle \mathbf {r} (t)} leżący w przestrzeni {\displaystyle R^{3}.}
Funkcję tę można zapisać w postaci wierszowej
{\displaystyle \mathbf {r} (t)=[x(t),y(t),z(t)]}
lub w postaci kolumny
{\displaystyle \mathbf {r} (t)={\begin{bmatrix}{x(t)}\\{y(t)}\\{z(t)}\end{bmatrix}}.}

### Uogólnienie funkcji wektorowych
Ogólnie funkcję wektorową wielu zmiennych {\displaystyle \mathbf {r} (x)=[f_{n}(x_{n})]} dla {\displaystyle n\in \mathbb {N} ,} można zapisać pod postacią:
{\displaystyle \mathbf {r} (x)={\begin{bmatrix}{f_{1}(x_{1})}\\{f_{2}(x_{2})}\\{f_{3}(x_{3})}\\{...}\\{f_{n}(x_{n})}\end{bmatrix}}.}
Pierwszą Pochodną funkcji wektorowej wielu zmiennych jest macierz Jacobiego.